# Детмерс, Рид
Рид Кристин Детмерс (англ. Reid Kristien Detmers; 8 июля 1999, Спрингфилд, Иллинойс) — американский бейсболист, питчер клуба Главной лиги бейсбола «Лос-Анджелес Энджелс». На студенческом уровне выступал за команду Луисвиллского университета. На драфте Главной лиги бейсбола 2020 года был выбран под общим десятым номером. Сыграл ноу-хиттер 10 мая 2022 года.

## Биография
Рид Детмерс родился 8 июля 1999 года в Спрингфилде в штате Иллинойс. Один из трёх детей в семье профессионального бейсболиста Криса Детмерса, игравшего в фарм-системе клуба «Сент-Луис Кардиналс». Учился в старшей школе Нокомиса, выпускной год провёл в школе Чатем Гленвуд. В каждом из четырёх сезонов школьной карьеры включался в состав сборной звёзд конференции, входил в состав сборной США. В 2017 году занял третье место в рейтинге лучших молодых игроков Иллинойса по версии сайта Perfect Game. После окончания школы поступил в Луисвиллский университет.

### Любительская карьера
В бейсбольном турнире NCAA Детмерс дебютировал в 2018 году. В составе «Луисвилл Кардиналс» он сыграл в 18 матчах, одержав четыре победы при двух поражениях с пропускаемостью 4,85. В сезоне 2019 года он вошёл в стартовую ротацию команды и в 19 проведённых играх одержал 13 побед. Его показатель ERA по итогам 113,1 иннингов составил 2,78. В июне Детмерс установил рекорд университета по числу страйкаутов за сезон. Летом 2019 года он выступал в составе студенческой сборной США, одержав победы в играх с командами Тайваня и Японии.
В 2020 году Детмерс сыграл в четырёх матчах, одержав три победы при пропускаемости 1,23, прежде чем сезон был прерван из-за пандемии COVID-19. В июне на драфте Главной лиги бейсбола он был выбран клубом «Лос-Анджелес Энджелс» под общим десятым номером. Аналитик сайта лиги Эл Лейтер выразил мнение, что Детмерс может дебютировать за команду уже через год.

### Профессиональная карьера
Контракт с клубом он подписал 29 июня 2020 года, сумма бонуса игроку составила 4,67 млн долларов. Оставшуюся часть года он провёл на тренировочной базе «Энджелс» в Лонг-Биче, введя в свой арсенал подач слайдер. В 2021 году Детмерс дебютировал в профессиональном бейсболе в составе команды Рокет-Сити Трэш Пандас, затем играл за Солт-Лейк Биз. Суммарно за фарм-команды «Энджелс» он провёл 62 иннинга с пропускаемостью 3,19, сделав 108 страйкаутов. В октябре издание Baseball America назвало его Питчером года в системе клуба. За основной состав «Лос-Анджелеса» он провёл четыре игры в августе, одержав одну победу при трёх поражениях.
По итогам весенних сборов 2022 года главный тренер команды Джо Мэддон назвал Детмерса шестым питчером стартовой ротации клуба. Десятого мая в матче против «Тампы-Бэй Рейс» он сыграл ноу-хиттер, двенадцатый в истории клуба, и стал самым молодым питчером «Энджелс», ставшим автором подобного достижения.